# Montong Ajan
Montong Ajan is een bestuurslaag in het regentschap Centraal-Lombok van de provincie West-Nusa Tenggara, Indonesië. Montong Ajan telt 4690 inwoners (volkstelling 2010).